# Hulio Pons Lerou
Hulio Pons Lerou (Julio Ponce Lerou) je čileanski milijarder koji je glavni akcionar Sokimiča. On je bivši zet Avgusta Pinočea. Do 1982. bio je predsednik čileanske državne šumarske kompanije Complejo Forestal y Maderero Panguipulli, dok je istovremeno bio predsednik CELCO, kompanije za proizvodnju drvne celuloze.
Ponce je trenutno optužen za milionersku prevaru i proneveru koja utiče na penzione fondove miliona čileanskih građana u okviru onoga što je poznato kao slučaj „Kaskadas“.
U mladosti je pohađao Univerzitet u Konsepsionu, gde je studirao medicinu godinu dana. Zatim je stekao diplomu na Univerzitetu Čilea.